# Мини имидж
Мини имидж се нарича имидж (точно копие) на съдържанието на CD или DVD носител в минимален формат, който фалшифицира съдържанието, като по този начин се подлъгва защитата срещу пиратство.
Имидж (Image) файл се нарича копие на CD или DVD носител, направено на харддиска. Въпреки че те са обикновено около 750 MB за CD-та и 4,3 GB за DVD-та, много хора предпочитат мини имиджи с размер само няколко kb, за да преминат през защитата, ползвайки ги по този начин като един вид NoCD „кракове“, предимно за пиратски копия на софтуера. Тези имиджи не съдържат информацията, съдържаща се на носителя, а кода, нужен, за да бъде преодоляна защитата на авторските права.